# Flora complétive de la plaine Française
Flora complétive de la plaine Française (abreviado Fl. Compl. Plaine Franç.) es un libro con ilustraciones y descripciones botánicas que fue escrito por el botánico francés, Paul Victor Fournier. Fue publicado en Francia en el año 1928 con el nombre de Flora complétive de la plaine Française : genres complexes, espèces collectives, hybrides classement des sous-espèces et variétés l' région Parissienne, ouest, centre, nord, est.